# Ikarus 481
Ikarus 481 — праворульный автобус большой вместимости венгерской фирмы Ikarus, выпускавшийся с 1998 по 1999 год.

## История
В 1997 году производство Ikarus 480 было прекращено. Причина заключается в том, что Ikarus очень важен для британского рынка, поэтому был разработан преемник — Ikarus 481. Новая модель, по сравнению с предыдущей, значительно улучшена как по внешнему виду, так и по техническим характеристикам. Передняя часть расположена по отношению к Ikarus 412 в обычной компоновке, а фары встроены в бампер. Опущенная линия остекления повышает уровень комфорта пассажиров.
Как и Ikarus 480, Ikarus 481 разработан на шасси DAF SB220. Всего было выпущено менее 30 экземпляров. 
В основном, автобусы эксплуатировались в Великобритании.

## Особенности
Ikarus 481 оснащён шестицилиндровым дизельным двигателем DAF GS 160 M мощностью 218 л. с. и крутящим моментом 830 Н⋅м.